# Alcoolique (roman graphique)
Pour les articles homonymes, voir Alcoolique.
Alcoolique est un roman graphique paru en 2015 aux éditions Monsieur Toussaint Louverture, initialement publié aux États-Unis en 2008 sous le titre The Alcoholic. L'ouvrage est écrit par Jonathan Ames et dessiné par Dean Haspiel.

## Genèse
En 2008, Jonathan Ames collabore avec Dean Haspiel pour donner naissance à un roman graphique intitulé Alcoolique (The Alcoholic), publié aux États-Unis par Vertigo (DC Comics) en version souple et hardcover. La traduction française, effectuée par Fanny Soubiran, verra le jour chez l'éditeur Monsieur Toussaint Louverture en 2015.
Jonathan Ames, en tant qu'auteur, se met souvent en scène dans ses récits, de manière plus ou moins fictionnelle. Aussi, ses personnages peuvent être considérés comme ses doubles fictifs.